# Forbidden Games
Pour plus de détails, voir Fiche technique et Distribution.
Forbidden Games est un thriller érotique américain réalisé par Edward Holzman et sorti en 1999

## Synopsis
Michael Brandon est un enquêteur privé doté de pouvoir extrasensoriels lui permettant de résoudre des énigmes policières compliquées. Il est embauché afin d'enquêter sur la mort mystérieuse de Charles Douglas, l'enquête officielle étant au point mort. Plusieurs personnes, sa femme, sa fille, sa maîtresse… peuvent bénéficier de son héritage, mais la justice a bloqué les fonds tant que l'enquête officielle n'est pas aboutie.

## Fiche technique
- Titre : Forbidden Games
- Réalisateur : Edward Holzman
- Scénariste : : Edward Holzman
- Producteurs : Alan B. Bursteen, Edward Holzman, Gilbert Alexander Wadsworth III
- Musque : Alex Wilkinson
- Photographie : Harris Done
- Pays d'origine :  États-Unis
- Genre : Policier, drame, thriller érotique et fantastique
- Durée : 89 minutes
- Date de sortie : 5 janvier 1999  Royaume-Uni

## Distribution
- Jeff Griggs : Michael Brandon
- Lesli Kay : Shannon Douglas, la fille de Charles
- Gail Thackray : Tonya Douglas (crédité comme Gail Harris)
- Amy Weber : Shauna, l'ancienne maîtresse de Charles Douglas
- Elizabeth Sandifer : Rachel
- Ashlie Rhey : Trish
- Jefferson Wagner : Charles Douglas
- Aleksandra Kaniak : Amber
- Becky Mullen : Linda, l'amante blonde de Michael, au début du film
- Liat Goodson : Beth
- Edward Holzman :  Ron Taylor
- Cindy Daguerre : Model
- Griffin Drew : Model
- Melissa Dutton : Model
- Leslie Hunt : Model
- Jennifer Klein : Model
- Cory Lane : Model (crédité comme Teresa Langley)
- Heidi Staley : Model
- Natalie Vasquez : Model
- Neel Watkins : Model

## Autour du film
Le film est sorti en DVD chez Contact Films en 2002